# Пабло Гомес
Пабло Гомес (на испански език – Pablo Carrasco Gómez) е бивш испански футболист, понастоящем треньор.

## Кариера
Играе за отбора на Москела Испания в трета и четвърта дивизия в Испания.
Завършва спортна наука в Севиля. Работи като кондиционен треньор в трета дивизия в Испания. От май 2013 до октомври 2013 е кондиционен треньор на школата на Локомотив София. Кондиционен треньор на школата на ДИТ София. От октомври 2014 до декември 2015 работи в Септември София, а от януари 2016 до април 2016 е кондиционен треньор на Ал Мерейх Судан. Междувременно учи в НСА София. На 8 февруари 2019 влиза в щаба на Любослав Пенев в ЦСКА и напуска на 3 май 2019. От лятото на 2020 е кондиционен треньор на Царско село в щаба на Любослав Пенев. На 31 март 2021 влиза в щаба на Любослав Пенев като помощник треньор. Носител на купата на България за сезон 2020/21. На 13 октомври е назначен за кондиционен треньор на Царско село в екипа на Любослав Пенев.

## Треньорска кариера
ЦСКА (София)
- Купа на България (1) – 2021